# Aureliano in Palmira
Personnages
- Aurélien, Empereur de Rome (ténor)
- Zénobie, Reine de Palmyre (soprano)
- Arsace, Prince de Perse (alto castrat)
- Publia, fille de Valeriano (mezzo-soprano)
- Oraspe, général de Palmyre (ténor)
- Licinio, un tribun (basse)
- Le grand prêtre (basse)
- Soldats, prêtres, bergers, habitants de Palmyre (chœur)

Airs
- Se tu m'ami, o mia regina, duo de Zénobie et Arsace

Aureliano in Palmira (Aurélien en Palmyre) est un opéra (dramma serio) en deux actes de Gioachino Rossini sur un livret italien attribué usuellement à Giuseppe Felice Romani, mais parfois également supposé d'un certain Gian Francesco Romanelli, par ailleurs totalement inconnu. La partition mentionnant le nom du librettiste ne porte que les initiales "G. F. R.", d'où l'incertitude à ce sujet.
L'argument est tiré du livret de Gaetano Sertor pour l'opéra Zenobia in Palmira de 1789 de Pasquale Anfossi et a pour thème la rivalité entre l'empereur Aurélien et le Prince Arsace de Perse, pour la belle Zénobie, reine de l'Empire de Palmyre.
L'opéra fut créé à La Scala de Milan le 26 décembre 1813.

## Intrigue

### Acte I
La reine Zénobie, son amant Arsace, ainsi que les prêtres offrent des sacrifices dans le temple d'Isis et prient pour être délivrés du péril que représente l'armée Romaine qui s'approche. Le général Oraspe entre alors au son d'une musique martiale et annonce que l'armée d'Aurélien est aux portes de Palmyre. Arsace offre ses troupes perses pour défendre la cité, mais après une scène de bataille à l'extérieur de la cité, les Perses sont défaits. Alors que les soldats romains célèbrent leur victoire, Aurélien arrive et interroge Arsace, à présent prisonnier, ce dernier lui répond avec dignité qu'il aime Zénobie et est prêt à mourir pour elle.
Zénobie a caché les trésors du royaume dans les cryptes situées sous le palais. Elle décide d'offrir avec ses troupes une dernière résistance à l'envahisseur. Elle demande un entretien avec Aurélien afin de faire libérer les prisonniers. Lorsque celui-ci refuse, elle demande de voir Arsace une dernière fois, ce qu'il accepte. Aurélien interrompt l'entretien de Zénobie et Arsace et annonce que ce dernier sera libéré s'il renonce à Zénobie, ce qu'il refuse; Arsace est alors condamné à mort. Les deux armées se préparent à une dernière bataille.

### Acte II
Palmyre est à présent aux mains des Romains. Aurélien entre au palais de Zénobie et offre son amour, ce qu'elle refuse. Entre-temps, Arsace est libéré par Oraspe et s'enfuit vers les collines par l'Euphrate où il est recueilli par un groupe de bergers. Des soldats le rejoignent et lui annonce que Zénobie a été faite prisonnière. Afin de la libérer, Arsace projette une nouvelle attaque contre les Romains.
Au palais, Aurélien propose à Zénobie de partager avec lui la couronne de Palmyre, ce qu'elle refuse. Durant la nuit, Arsace et Zénobie se retrouvent mais sont découverts par des soldats romains. Bien qu'admiratif secrètement de leur dévouement l'un pour l'autre et de leur amour, Aurélien décrète qu'ils finiront leurs jours dans des cellules séparées. Publia, fille du général romain et secrètement éprise d'Arsace, supplie Aurélien de le prendre en pitié.
La scène finale a lieu dans une vaste chambre du palais. Les dirigeants et les prêtres de l'empire vaincu sont rassemblés devant Aurélien pour l'implore. Oraspe, Arsace et Zénobie sont amenés dans la chambre enchaînés. Aurélien a cependant changé de position, il libère les captifs et donne à Arsace et Zénobie de régner ensemble sur l'Empire de Palmyre comme fidèle alliés de l'Empire Romain. Le chœur final chante la bonté d'Aurélien et laisse libre cours à sa joie.

## Musique
Le duo de l'acte I entre Zénobie et Arsace, Se tu m'ami, o mia regina (si tu m'aimes, ô ma reine) a particulièrement enthousiasmé Stendhal. Bien que ce dernier n'ait jamais vu de représentation d'Aureliano in Palmira, il entendit ce morceau à l'occasion d'un concert parisien et le décrivit comme l'un des plus beaux duos de Rossini.
Des extraits de l'opéra et principalement de l'ouverture furent réutilisés pour d'autres pièces, comme souvent chez Rossini, dans Elisabetta, regina d'Inghilterra et Il barbiere di Siviglia.

## Rôles

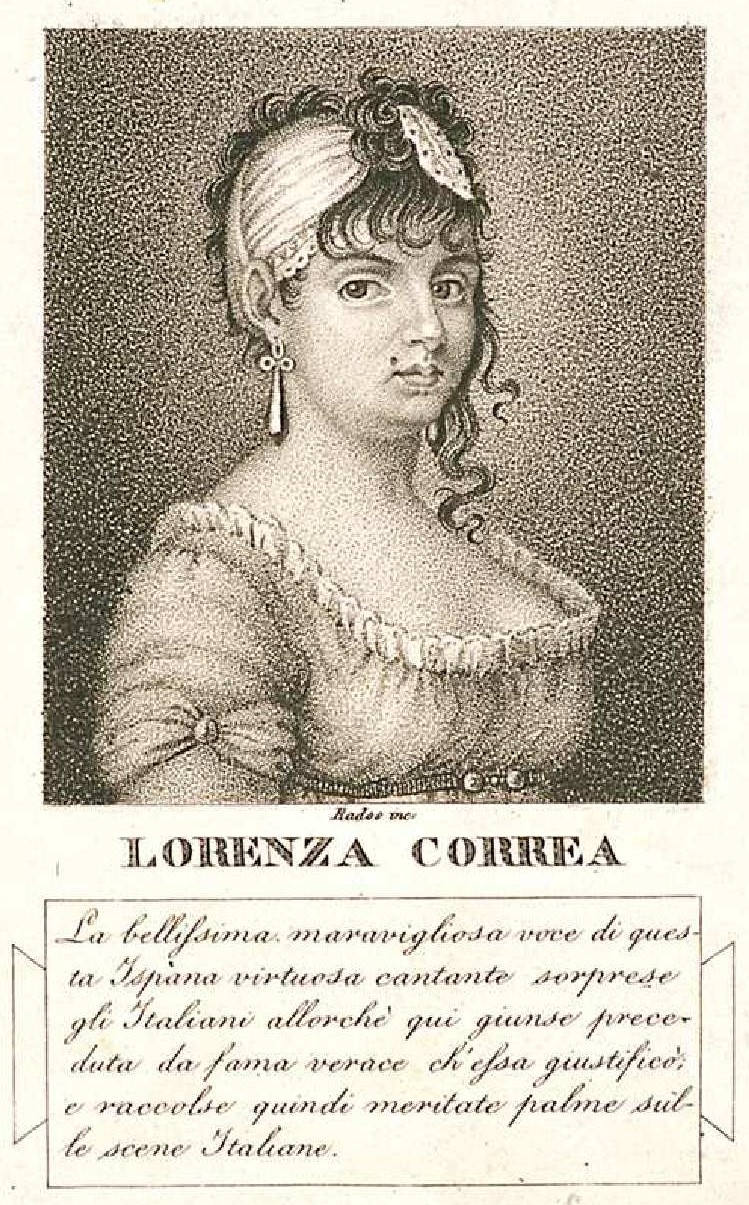
Lorenza Corrèa, créatrice du rôle de Zénobie.

| Rôle                                                                                      | Tessiture        | Première distribution, 26 décembre 1813 (Chef d'orchestre: Alessandro Rolla) |
| ----------------------------------------------------------------------------------------- | ---------------- | ---------------------------------------------------------------------------- |
| Aurélien, Empereur de Rome                                                                | ténor            | Luigi Mari                                                                   |
| Zénobie, Reine de Palmyre, amoureuse d'Arsace                                             | soprano          | Lorenza Corrèa                                                               |
| Arsace, Prince de Perse                                                                   | castrato soprano | Giambattista Velluti                                                         |
| Publia, fille de Valeriano, secrètement amoureuse d'Arsace                                | mezzo-soprano    | Luigia Sorrentini                                                            |
| Oraspe, général de Palmyre                                                                | ténor            | Gaetano Pozzi                                                                |
| Licinio, un tribun                                                                        | basse            | Pietro Vasoli                                                                |
| Le grand prêtre                                                                           | basse            | Vincenzo Botticelli                                                          |
| Prêtres, habitants de Palmyre, soldats perses, romains et de Palmyre, bergers et bergères |                  |                                                                              |